# Niżniów
Niżniów (ukr. Нижнів / Nyżniw) – miejscowość (obecnie wieś, dawniej miasteczko) na Ukrainie nad Dniestrem, w rejonie tłumackim obwodu iwanofrankowskiego. Przez Niżniów przechodzi droga krajowa N18. Obok Niżniowa ze wschodu przepływa rzeka Dniestr.

## Geografia
Niżniów znajduje się na płaskowzgórzu naddniestrzańskim. Przez wieś przepływa potok Tłumaczyk.

## Historia

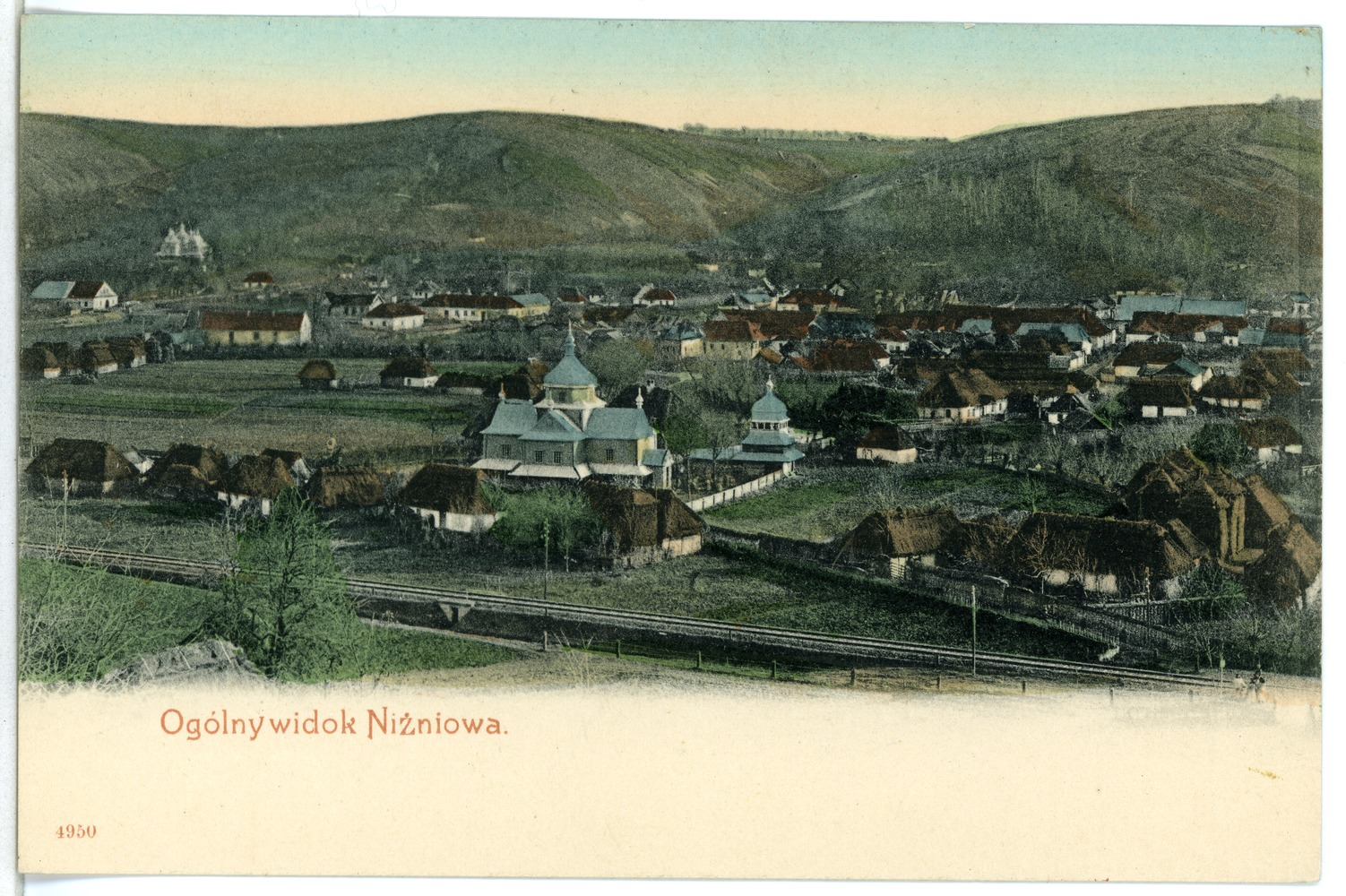

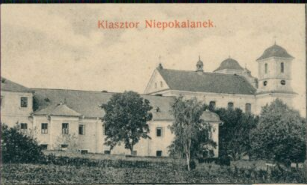

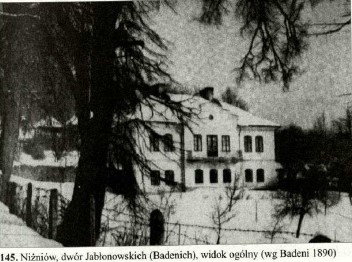
Pałac ks. Jabłonowskich

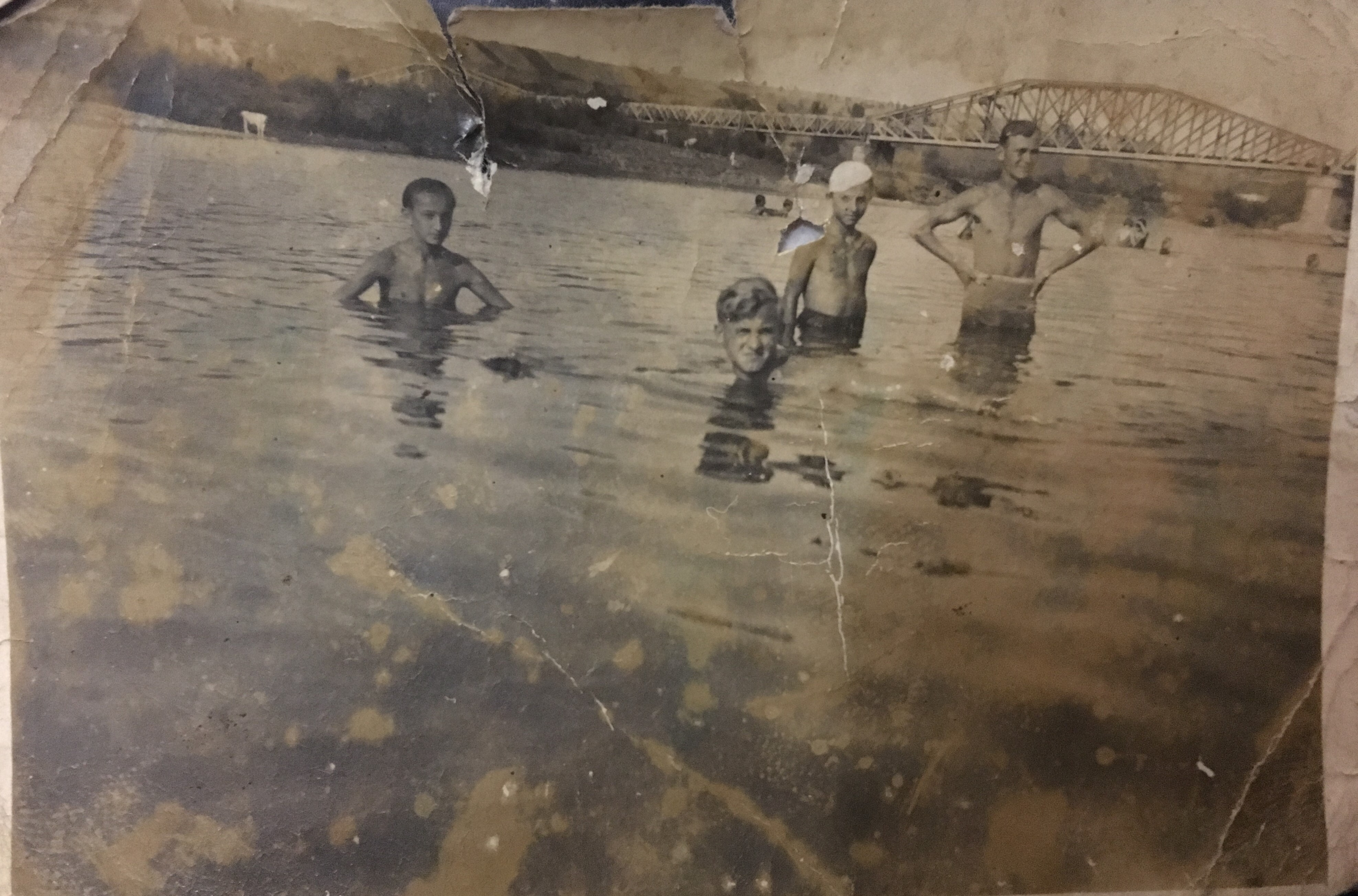
Most kolejowy, lato 1938

Niżniów jest wzmiankowany jako Nyesnow 4 lutego 1437 (zapis Nr 141 w «Akta grodzkie i ziemskie z archiwum t. zw. bernardyńskiego», t. XII). Pod koniec XVI w. Niżniów był wsią kolokacyjną.
W 1611 Mikołaj i Krzysztof Górscy (Gurscy) o przydomku Firlej herbu Lewart imieniem Katarzyny i Anny, córek brata Stanisława, stolnika halickiego i Doroty z Błudnik zawarli z benedyktynami lwowskimi układ o sumy zabezpieczone na Niżniowie, Bratyszowie i innych. W latach 1614–1615 kościół łaciński w Niżniowie był pusty. W 1802 Niżniów był miasteczkiem z dwoma kościołami parafialnymi, łacińskim i greckim. Na początku XIX wieku w miasteczku działała krajowa szkoła koszykarska. W połowie XIX wieku Niżniów był miasteczkiem w obwodzie stanisławowskim. W obszernej sali tej szkoły 15 października 1905 odbyło się uroczyste otwarcie polskiej czytelni w miasteczku.
1 listopada 1884 otwarto ruch na linii kolejowej Buczacz – Chryplin, która połączła m.in. stacje Stanisławów, Niżniów, Buczacz.
W 1906 Sejm Krajowy Galicji przeznaczył Wydziałowi powiatowemu w Buczaczu subwencję 11000 kr. na budowę drogi Niżniów – Jazłowiec.
W poniedziałek 22 marca 1909 pod naporem mas lodowych zawalił się drewniany most na Dniestrze. Obok zrujnowanego mostu czwarty rok trwała budowa nowego żelaznego kosztem około 2 mln koron.
23 marca 1910 odbyła się wycieczka naukowa do Niżniowa członków Towarzystwa Politechnicznego we Lwowie w celu zwiedzenia budowy żelaznego mostu drogowego na Dniestrze, żelazobetonowego mostu na inundacji i przełożenia trasy gościńca, oraz robót regulacyjnych na Dniestrze. Przewodniczył wycieczce Bernhard Nagel, inspektor kolei państwowych, wyjaśnień na miejscu co do budowy udzielał c. k. inżynier Emil Bratro, zaś jako gospodarz i kierownik robót ze strony przedsiębiorstwa występował inż. Kurkiewicz (junior).
Podczas powodzi na początku kwietnia 1912 Dniestr wylał 5.3 m nad stan.
W II Rzeczypospolitej Niżniów był siedzibą gminy wiejskiej Niżniów w powiecie tłumackim w województwie stanisławowskim. W 1921 r. miejscowość liczyła 4742 mieszkańców, w tym 1030 Polaków. Pozostali to Żydzi i Ukraińcy. W lutym 1940 r. okupanci sowieccy zesłali na Syberię siostry niepokalanki, które prowadziły tu ochronkę i szkołę. 
W czerwcu 1941, po ataku III Rzeszy na ZSRR i wycofaniu się Armii Czerwonej, Ukraińcy urządzili tutaj pogromy Żydów, których kilku zabito. Doszło też do zburzenia synagogi i zbezczeszczenia Tory. Od 3 lipca 1941 Niżniów był okupowany przez wojska węgierskie; w sierpniu 1941 władzę w miejscowości przejęli Niemcy. Na początku maja 1942 Niemcy przesiedlili wszystkich Żydów do Stanisławowa. Armia Czerwona ponownie zajęła Niżniów 1 kwietnia 1944. W czasie okupacji niemieckiej mieszkające tutaj ukraińskie małżeństwo Paływodów ukrywało Żydów. W 1998 roku Instytut Jad Waszem uhonorował za to Hryhorija i Mariję Paływodów tytułami Sprawiedliwych wśród Narodów Świata.
W latach 1942–1945 w czasie kilku napadów nacjonalistów ukraińskich OUN - UPA zginęło łącznie 101 Polaków, w tym dwie siostry zakonne ze zgromadzenia józefitek. 
Przez miasteczko przechodziła linia kolejowa (także istniał dworzec kolejowy), część Galicyjskiej Kolej Transwersalnej, którą w 1944 w zasadzie zniszczyli (zdemontowali) podczas odwrotu hitlerowcy. 

## Zabytki
- Kościół oo. paulinów, erygowany w 1740 r.[23], później kościół parafialny p.w. Św. Stanisława biskupa i Św. Jana Chrzciciela[24], w roku 1938 został strawiony przez pożar. Rozebrany po II wojnie światowej[25][26].
- Pałac w Niżniowie
- Cerkiew Ofiarowania Najświętszej Maryi Panny
- Cerkiew Świętego Michała Archanioła

## Edukacja
W 1931 działała tu 7-klasowa szkoła powszechna.
Obecnie w Niżniowie znajduje się szkoła I-III poziomów. W jej pobliżu znajduje się plac sportowy ze sztuczną nawierzchnią.

## Ludzie związani z Niżniowem

### Honorowi obywatele
- Michał Bartoszewski – honorowy obywatel Tłumacza[30]

### Właściciele
- Jan Fredro (zm. po 1508)[31]
- Eustachy Kopyczyński – dziedzic Kopyczyniec, części Niżniówa, Oknian w 1578[32]
- Przedstawiciel[e] Skotnickich herbu Szreniawa w 1578[33]
- Stanisław Górski (Gurski) herbu Lewart[4] na Niżniowie, Bratyszowie, Oleszowie[34], stolnik halicki[35]
- Hrabia Jan Borkowski-Dunin (?–1633)[34], pułkownik królewski[35], w 1613 zaślubił Annę z Firlejów z Górki na Dąbrowicy h. Lewart (Gurskich[4]), córkę Stanisława na Niżniowie, Bratyszowie, Oleszowie[34], stolnika halickiego[35] i Doroty z Bludnik herbu Kopacz[34] (Topacz[36]), wdową po Olbrahcie Lubiatowskim[4] herbu Grzymała[37], która w 1613 zeznała zapis dożywocia ze swoim drugim mężem[4]
- Stanisław Wincenty Jabłonowski
- Antoni Barnaba Jabłonowski
- Maksymilian Jabłonowski (na mocy transakcji z 28 lutego 1807)
- Ludwik Jabłonowski[38]
- Karol Jabłonowski (od 1834)
- August Blülhdorn (od 1854[39], według innych danych z 1851[potrzebny przypis]; m.in. w 1860[40])
- Teodor Lanckoroński[41][42] (od 1861[39])
- Jan Urbański (1849-1931 Tartaków)[43], od 1875 mąż Stefanii Lanckorońskiej, córki Teodora[44], w 1913 został kandydatem Rady narodowej na wyborach do Sejmu Krajowego z powiatu tłumackiego[45], jednak posłem został wybrany Iwan Makuch[46]
- Stefania Urbańska (Stefania Antonia Teresia z Hrabiów Brzezia Lanckorońskich (20.10.1857 Poddębce[47] - 23.07.1935[48] Tartaków)[49][50][51].

### Polacy
- Marcelina Darowska – zakonnica katolicka, współzałożycielka i druga przełożona generalna Zgromadzenia Sióstr Niepokalanego Poczęcia NMP (niepokalanki), błogosławiona Kościoła rzymskokatolickiego i mistyczka.
- Franciszek Bieniasz – polski geolog i nauczyciel gimnazjalny, który w latach 1877–1879 badał miejscowy wapień wieku jurajskiego, mieszkając wówczas tutaj w szałasie skleconym z desek; Alojzy Alth zużył wyniki tych badań gdy wydał drukiem monografię Wapień niżniowski i jego skamienieliny[52][53].
- Kazimierz Andrzej Czyżowski – polski poeta, publicysta i dramatopisarz, w miejscowości tej urodził się w 1894
- Paweł Giżycki SJ – architekt baroku, malarz, dekorator, budowniczy pałacu Stanisława Wincentego Jabłonowskiego w Niżniowie, asystował budowie kościoła i klasztoru paulinów tutaj (1742-43, dziś nieistniejący)
- Marian Jaroszyński (1876–1944)[54] – polski ziemianin, poseł na Sejm Rzeczypospolitej Polskiej I kadencji (1922–1927)[55]
- Eugeniusz Robert Lityński (ur. 15 października 1892, zm. w kwietniu 1940) – major piechoty Wojska Polskiego, kawaler Orderu Virtuti Militari, ofiara zbrodni katyńskiej
- Laetitia Maria Szembek - zakonnica ze Zgromadzenia Sióstr Niepokalanego Poczęcia NMP (niepokalanki), zamordowana przez UPA w czasie podróży z Niżniowa do Jazłowca[56]
- Zofia Stefania Ustyanowicz – zakonnica ze Zgromadzenia Sióstr Niepokalanego Poczęcia NMP (niepokalanki), zamordowana przez UPA w czasie podróży z Niżniowa do Jazłowca[57]
- Juljan Lewanderski (ur. 1876, zm. 10.06.1930) – nauczyciel, kierownik 7-klasowej szkoły w Niżniowie[58]
- Władysław Capi – nauczyciel, w 1932 mianowany kierownikiem 7-klasowej szkoły miejscowej powszechnej[59]
- Józef Ścisłowski (ur. 1862[60], zm. 14 stycznia 1937 w Niżniowie[61]) – polski duchowny rzymskokatolicki, proboszcz (m.in. w 1928[62], 1930[63], 1933[64]) i dziekan w Jazłowcu (m.in.  1922[65], 1928[62], 1930[63], 1932[66]), wuj ks. kanonika Bronisława Mireckiego[67].

### Ukraińcy
- ks. Anton Wynnycki (1804–19.5.1869, Niżniów) – proboszcz gr.-kat., administrator dekanatów tłumackiego, monastyrzyskiego, buczackiego, uścieckiego[68]
- Sydir Wynnycki – doktor prawa, posel do Rady Państwa w Wiedniu (1897–1900), syn ks. Antoniego Wynnyckiego[69]
- ks. Anton Łewycki – proboszcz gr.-kat., ojciec Kostia Łewyckiego
- Kost Łewycki – premier Zachodnioukraińskiej Republiki Ludowej, adwokat, ukraiński parlamentarzysta, publicysta, polityk, działacz państwowy i społeczny.
- Ludomyr Ohonowśkyj – ukraiński oficer, jeden z organizatorów Ukraińskiego Generalnego Komisariatu Wojskowego, który przygotował plan zajęcia Lwowa w 1918.
- Mychajło Kuryłowycz – ksiądz greckokatolicki, działacz społeczny (moskalofil), poseł do Sejmu Krajowego Galicji I kadencji (1861–1867), pleban w Buczaczu.
- ks. Wołodymyr Weniamyn Skorobohaty (zm. 22 lipca 1930) – proboszcz gr.-kat.[70]

### Naczelnicy stacji kolejowej w Niżniowie
- Włodzimierz Borodajkiewicz, m.in. w 1885[71], 1886[72]
- Karol Frühling (adjunkt), m.in. w 1903[73]